# Платунов, Евгений Степанович
Евгений Степанович Платунов — российский учёный, доктор технических наук, профессор, заведующий кафедрой физики Ленинградского технологического института холодильной промышленности — Санкт-Петербургского государственного университета низкотемпературных и пищевых технологий (1975—2005).

## Биография
Родился 27.11.1930 в д. Белая Речка Уржумского района Кировской области.
Окончил оптический факультет ЛИТМО (1954, с отличием). Работал там же: лаборант, инженер (1952—1954). В 1954—1957 младший научный сотрудник ГОИ.
С 1957 г. в ЛИТМО: старший инженер проблемной лаборатории кафедры тепловых и контрольно-измерительных приборов (1957-60), преподаватель (1958-60), ассистент (1960-61), доцент (1961-71), профессор (1971-75) кафедры тепловых и контрольно-измерительных приборов (теплофизики).
В 1975—2005 гг. заведующий кафедрой физики Ленинградского технологического института холодильной промышленности — Санкт-Петербургского государственного университета низкотемпературных и пищевых технологий.
С 1 января 2012 года профессор кафедры физики Института холода и биотехнологий НИУ ИТМО.
Научная сфера — разработка и проектирование приборов для теплофизических испытаний материалов.
Доктор технических наук (1970, тема диссертации «Теория, методы и приборы теплофизических измерений в режиме монотонного изменения температуры»), профессор.
Автор более 100 научных трудов и изобретений.

## Из библиографии
- Кондратьев Г. М., Дульнев Г. Н., Платунов Е. С., Ярышев Н. А. Прикладная физика. Теплообмен в приборостроении / Серия «Выдающиеся ученые ИТМО». — СПб: СПбГУ ИТМО, 2003. — 560 с.
- Физика : [Учеб. пос. для спец. 070200 «Техника и физика низ. температур»] / Е. С. Платунов. — СПб. : СПбГАХПТ, Б. г. — Ч. 1: Физические основы классической механики. — СПб. : СПбГАХПТ, 1996. — 164 с.; ISBN 5-86981-044-2 (В пер.) : Б. ц. Ч. 2: Молекулярная физика и термодинамика. — СПб. : СПбГАХПТ, б. г. — 243 с.; ISBN 5-86981-061-2.
- Теплофизические измерения в монотонном режиме. — Ленинград : Энергия. Ленингр. отд-ние, 1973. — 143 с.
- Физика : Словарь-справочник / Е. Платунов, В. Самолетов, С. Буравой. — М. [и др.] : Питер, 2005. — 494 с.; ISBN 5-469-00336-1.
- Физика низких температур : учеб. пос. для студ. вузов ... по напр. подготовки 140400 — «Техн. физика» / Е. С. Платунов ; ФАО, ГОУ ВПО С.-Петерб. гос. ун-т низкотемператур. и пищевых технологий. — Санкт-Петербург : СПбГУНиПТ, 2005. — 257 с.; ISBN 5-89565-122-4.
- Физика : учеб. пос. для студ. вузов ... по техн. напр. и спец. / Е. С. Платунов ; ФАО, ГОУ ВПО "С.-Петерб. гос. ун-т низкотемператур. и пищевых технологий" (СПбГУНИПТ). - 2-е изд., перераб. и доп. - СПб. : СПбГУНИПТ, 2005.  т. 3: Электродинамика / Е. С. Платунов, В. А. Самолетов, С. Е. Буравой. - 2006. - 405 с.; ISBN 5-89565-142-9
- Физика = Physical : словарь-справочник : для студ. вузов ... по напр. "Техн. физика" / Е. С. Платунов [и др. ; под ред. Н. М. Кожевникова]. - Санкт-Петербург : Изд-во Политехнического ун-та, 2014. - 796 с. - (Физика в техн. университетах).; ISBN 978-5-7422-4217-8
- Теплофизические измерения и приборы / [Е. С. Платунов, С. Е. Буравой, В. В. Курепин, Г. С. Петров]; Под общ. ред. Е. С. Платунова. - Л. : Машиностроение : Ленингр. отд-ние, 1986. - 255 с.
- Платунов Е. С., Самолетов В. А. Физика. Лабораторные работы по молекулярной физике и термодинамике: Учеб.-метод. пос. – СПб.: Университет ИТМО, 2017. – 85 с.

## Награды и почётные звания
- Заслуженный деятель науки Российской Федерации (1998).
- Награждён орденом Почёта (22 июня 2006 года).